# Johann Benedikt Gentilotti
Johann Benedikt Gentilotti (* 11. Juli 1672 in Trient; † 20. September 1725 in Rom) war ein Gelehrter und für wenige Tage im Jahr 1725 Fürstbischof von Trient.

## Leben

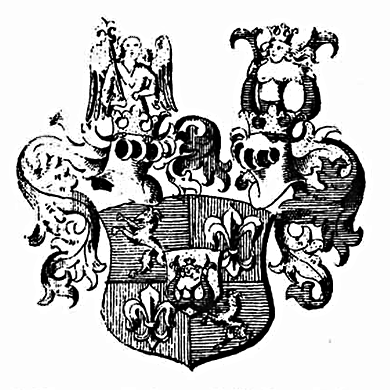
Wappen der Familie Gentilotti

Johann Benedikt Gentilotti wurde 1672 in Trient als Sohn des bischöflichen Hofrats Johann Baptist Gentilotti und der Cecilia Baronin von Lehner geboren. Die Familie Gentilotti stammte aus dem Val Camonica und war seit dem 16. Jahrhundert in Trient ansässig. Sie wurde 1617 mit dem Prädikat von Engelsbrunn geadelt, 1685 erhob sie Kaiser Leopold in den erblichen Ritterstand.
Gentilotti studierte an den Universitäten Salzburg, Innsbruck und der Universität La Sapienza in Rom die Rechte und die alten Sprachen sowie Geschichte. Er gehörte der Propagandakongregation an und war Professor an der Sapienza. 1703 wurde er von Erzbischof Johann Ernst von Thun als Geheimer Hofrat und Kanzleidirektor nach Salzburg berufen und wechselte im Jahr 1704 als Präfekt der Hofbibliothek nach Wien.
Gentilotti war an der Italia Sacra und der Edition der Werke des Johannes Chrysostomos beteiligt und katalogisierte die lateinischen Handschriften der Hofbibliothek. Er erhielt 1722 ein Kanonikat in Trient und wurde 1723 von Kaiser Joseph I. zum Richter der deutschen Nation an der Rota und zum Rektor der Anima nominiert. Gentilotti, der nur die niederen Weihen besaß, wurde auf Wunsch des Kaisers vom Trienter Domkapitel am 9. September 1725 zum Bischof von Trient gewählt. Gentilotti verstarb, noch vor der Abreise in sein Bistum, in Rom und wurde in der Kirche Santa Maria dell’Anima beigesetzt.